# ストロガノフ宮殿

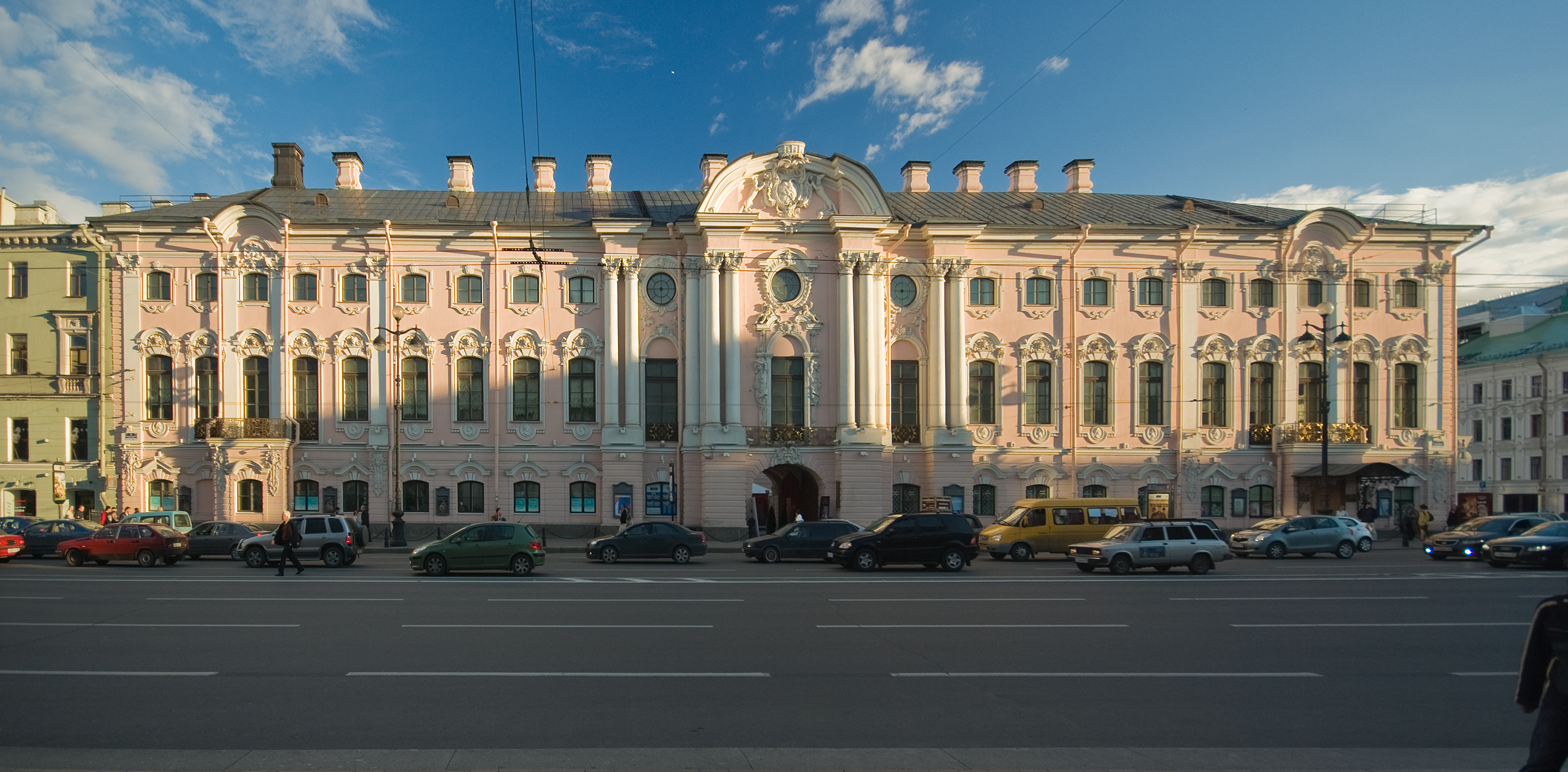
ストロガノフ宮殿（2008年撮影）

ストロガノフ宮殿（ロシア語: Строгановский дворец）は、ロシア、サンクトペテルブルクにある宮殿。建築家バルトロメオ・ラストレッリの設計によるロシア・バロック様式の建築。セルゲイ・ストロガノフのために1753年から1756年にかけて建造された。1988年からロシア美術館の分館として使用されている。
世界遺産のサンクトペテルブルク歴史地区と関連建造物群の構成の一つである。
住所はサンクトペテルブルク市ネフスキー大通り17番地。 

## 書籍
- Кузнецов С. О. Дворцы и дома Строгоновых. Три века истории.. — М-СПб: Центрполиграф, МиМ-Дельта, 2008. — 319 с. — ISBN 978-5-9524-3471-4
- Трубинов Ю. В. Строгановский дворец. — СПб: Белое и черное, 1996. — (Дворцы и особняки Санкт-Петербурга).